# Gaetano Scorza

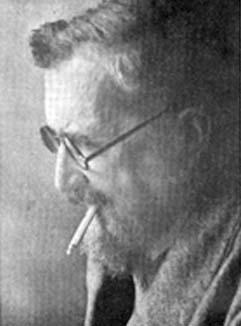
Gaetano Scorza

Bernardino Gaetano Scorza (* 29. September 1876 in Morano Calabro; † 6. August 1939 in Rom) war ein italienischer Mathematiker, der sich vor allem mit Algebraischer Geometrie befasste.

## Leben
Scorza besuchte die Schule der Piaristen in Florenz und studierte an der Universität Pisa Mathematik mit dem Laurea-Abschluss 1899 (seine Dissertation erschien in den Mathematischen Annalen) bei Eugenio Bertini und Luigi Bianchi. Zu seinen Lehrern zählte auch Ulisse Dini. Er war Assistent für projektive und darstellende Geometrie in Pisa und danach in Turin bei Corrado Segre. In Turin freundete er sich mit Francesco Severi an, der dort promovierte. 1900 kehrte er nach Pisa zurück, habilitierte sich und hielt Vorlesungen an der Scuola Normale Superiore. 1902 bis 1912 lehrte er an technischen Schulen in Terni, Bari und Palermo. 1912 gewann er einen Wettbewerb für den Lehrstuhl in projektiver und darstellender Geometrie an der Universität Cagliari. 1913 wechselte er an die Universität Parma und 1916 bis 1921 lehrte er analytische Geometrie an der Universität Catania. 1921 ging er nach Neapel und 1934 an die Universität Rom.
Er führte 1916 Riemann Matrizen ein in die algebraische Geometrie (Theorie abelscher Integrale und Funktionen). Er befasste sich auch mit Gruppentheorie und mathematischer Ökonomie (wobei er in einen Disput mit Vilfredo Pareto geriet). Scorza schrieb mehrere Lehrbücher und war in der italienischen Kommission für mathematischen Unterricht, ab 1909 mit Guido Castelnuovo und Federigo Enriques in der Internationalen Kommission für Mathematischen Unterricht als Vertreter Italiens und war 1932 bis 1939 deren Vizepräsident. Als Mathematikdidaktiker war er ein Bewunderer von Felix Klein und dessen Elementarmathematik vom höheren Standpunkt. 1923 bis 1932 war er Mitglied des Consiglio Nazionale della Pubblica Istruzione und kurz vor seinem Tod wurde er zum Senator ernannt.
1926 wurde er Mitglied der Accademia dei Lincei.
1907 heiratete er Angiola Dragoni, die in Pisa Mathematik studiert hatte mit dem Laurea-Abschluss 1902. Mit ihr hatte er den Sohn Giuseppe Scorza-Dragoni (1908–1996), der bei Severi promovierte und ab 1936 Professor für Analysis in Padua war, darauf in Rom, Bologna und schließlich wieder in Padua.